# Im Zeichen des Drachen (Film)
Im Zeichen des Drachen ist ein deutscher Crime-Thriller von Enrico Saller, der gemeinsam mit Marina Hoeft als Regieduo fungiert. Die Dreharbeiten wurden im Mai 2025 abgeschlossen. Der Kinostart ist für November 2025 geplant.

## Handlung
Der Film erzählt die Geschichte eines ehemaligen Ermittlers, der nach einem traumatischen Vorfall sein Gehör verliert. Trotz seiner Einschränkung kehrt er in den Polizeidienst zurück und wird mit einem Fall konfrontiert, der seine persönliche Geschichte berührt. Zwischen Explosionen, Verfolgungsjagden und dunklen Geheimnissen entfaltet sich eine Heldenreise, die klassische Krimi-Erzählmuster bewusst verlässt.

## Produktion
Die Dreharbeiten fanden im Bayerischen Wald statt, darunter die Drachenhöhle in Furth im Wald, Katakomben bei Zwiesel und der Klosterpark Fürstenzell. Insgesamt dauerten die Dreharbeiten 21 Tage.
Der Film ist laut Regisseur Enrico Saller eine bewusste Abkehr vom klassischen deutschen Fernsehkrimi. Er verfolgt einen moderneren, dynamischeren Stil, der sich an amerikanischen Vorbildern orientiert.